# Obrium posticum
Obrium posticum es una especie de escarabajo longicornio del género Obrium, categorizada en la tribu Obriini, de la subfamilia Cerambycinae. Fue descrita por Gahan en 1894.

## Descripción
Mide 9 mm de longitud.

## Distribución
Se distribuye por Bután, India, Birmania y Nepal.